# درازنده
درازنده (به انگلیسی: Drazinda) یک روستا در پاکستان است که در مناطق قبیله‌ای فدرال واقع شده‌است.